# Saut à ski aux Jeux olympiques de 1932
Navigation
Saint-Moritz 1928 Garmisch-Partenkirchen 1936
Résultats de l'épreuve de Saut à ski aux Jeux olympiques de 1932.

## Podium
| Épreuves   | Or          | Argent    | Bronze         |
| Individuel | Birger Ruud | Hans Beck | Kaare Wahlberg |

## Résultat
| Place | Nation     | Athlète        | Points |
| ----- | ---------- | -------------- | ------ |
| 1er   | Norvège    | Birger Ruud    | 228.1  |
| 2e    | Norvège    | Hans Beck      | 227.0  |
| 3e    | Norvège    | Kaare Wahlberg | 219.5  |
| 4e    | Suède      | Sven Selånger  | 218.9  |
| 5e    | États-Unis | Caspar Oimoen  | 216.7  |
| 6e    | Suisse     | Fritz Kaufmann | 215.8  |
| 7e    | Norvège    | Sigmund Ruud   | 215.1  |
| 8e    | Japon      | Goro Adachi    | 210.7  |

## Médailles
| Place | Nation  |   |   |   | Total |
| ----- | ------- | - | - | - | ----- |
| 1er   | Norvège | 1 | 1 | 1 | 3     |